# جبل فوتا جلون

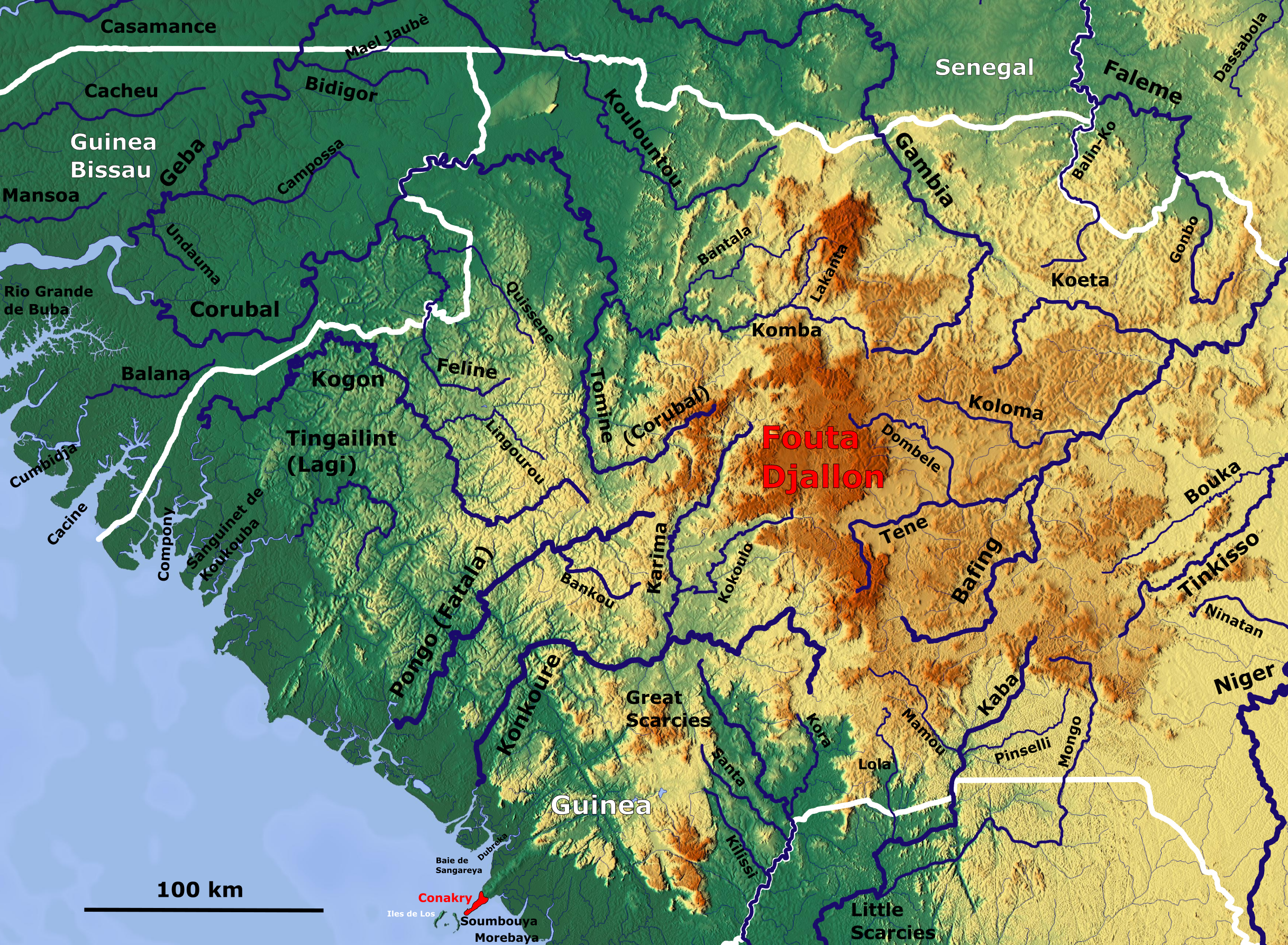
خريطة فوتاجلون مع الأنهار الرئيسية.

فوتاجلون (بالإنجليزية:Fouta Djallon) إقليم جبلي في غرب أفريقيا. يمتد من شرقي غينيا والسنغال إلى الجنوب، ينبع فيه أنهار غزيرة وتتوافر فيه النباتات والمراعي. غالبية سكانه من قبائل الفولا المسلمين، يبلغ عددهم حوالي 750000. أشهر مدنه: لابيه، وتيمبو.